# آرثر تانر
آرثر تانر (25 ديسمبر 1889 - 16 أغسطس 1966) (بالإنجليزية: Arthur Tanner)‏ هو لاعب كريكت بريطاني (وحمل سابقاً جنسية المملكة المتحدة لبريطانيا العظمى وأيرلندا).